# ムシトリナデシコ
ムシトリナデシコ（虫取り撫子） Silene armeria は、ナデシコ科の越年草。ハエトリナデシコ、コマチソウ、ムシトリバナの別名がある。
原産地はヨーロッパで、現在は世界の温暖な地域に広く分布する。茎の高さ30-60cmに成長する。葉は卵形あるいは広披針形で対生し、基部は茎を抱く。また葉の根元から茎が分岐する。茎上部の葉の下に粘液を分泌する部分が帯状にあり、ここに虫が付着して捕らえられることがある。
5月から6月にかけて枝の先に紅色で直径1cmの5弁の花を多数つける。雄蕊は10本、萼は花弁と同じ紅色で長さ約15mmの筒状である。
名称の由来は上記の粘着部で小昆虫を捕らえることであるが、捕獲された昆虫を消化吸収することはなく食虫植物ではない。花の蜜を盗むだけで、効果的な受粉に与らないアリが、茎をよじ登って花に達するのを妨げていると考えられている。
日本では江戸時代に鑑賞用として移入されたものが各地で野生化しており、道端や空き地でも群生しているのを良く見かける。

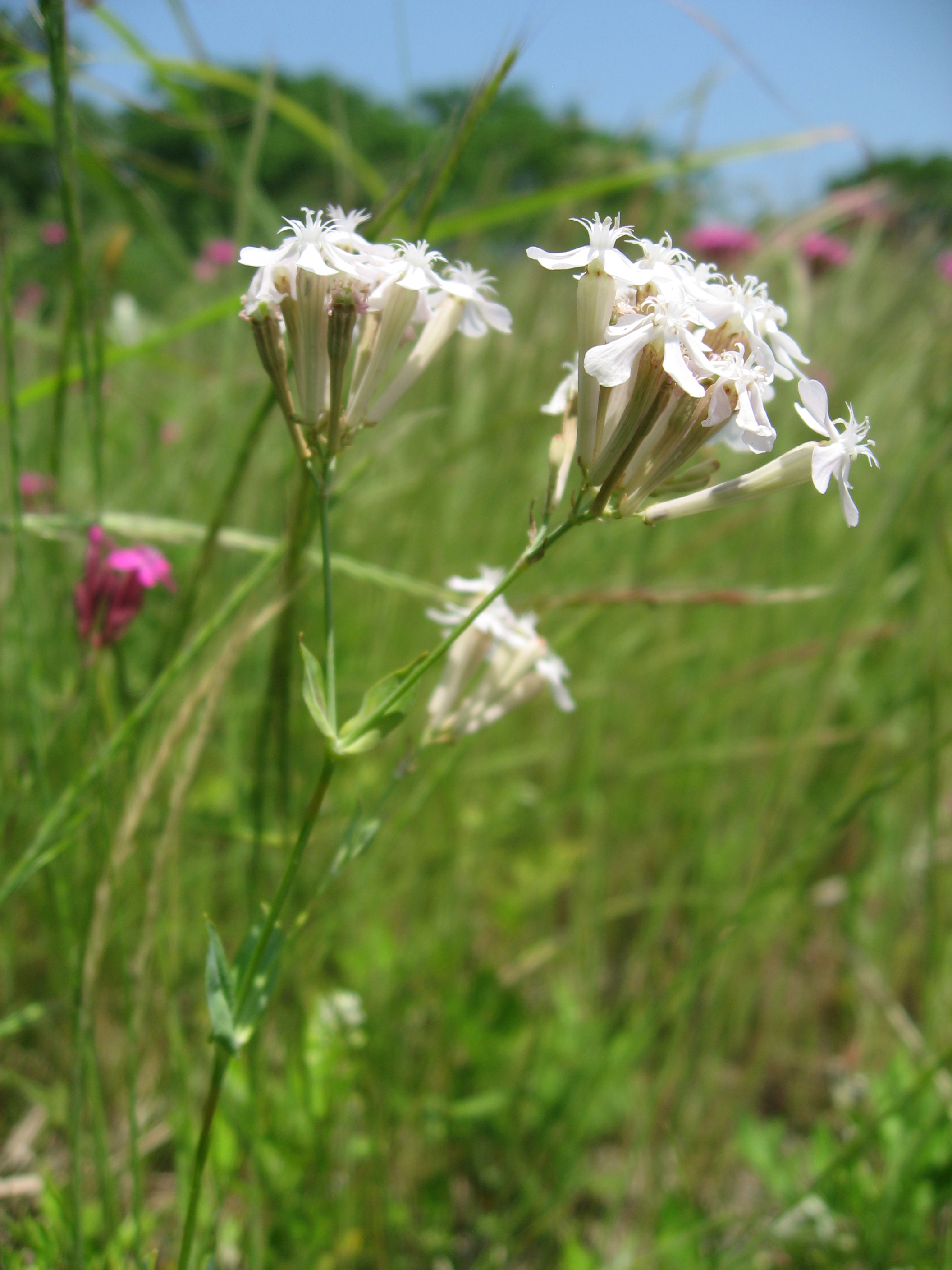
白花のムシトリナデシコ